# Mihails Miholaps
Mihails Miholaps (ur. 24 sierpnia 1974 w Królewcu) – piłkarz łotewski grający na pozycji napastnika.

## Kariera klubowa
Miholaps urodził się w Królewcu. Piłkarską karierę rozpoczął w tamtejszej Bałtice Kaliningrad. W 1994 roku zadebiutował w jej barwach w Rosyjskiej Pierwszej Dywizji. W 1995 roku trafił na Łotwę i przez rok grał w zespole Amstrigu Ryga. Zdobył 11 goli w lidze, a po sezonie odszedł do innego ryskiego klubu, Daugavy. W 1996 roku zdobył aż 33 gole w 28 meczach i został królem strzelców ligi łotewskiej.
W 1997 roku Miholaps został zawodnikiem najbardziej utytułowanego klubu w kraju, Skonto Ryga. Swój pierwszy sukces osiągnął już w tym samym roku, kiedy wywalczył swoje pierwsze mistrzostwo Łotwy. Z kolei w latach 1998–2002 powtórzył jeszcze pięciokrotnie z rzędu ten sukces. W latach 1997, 1998, 2000–2002 roku zdobywał także Puchar Łotwy. W sezonie 2001 oraz 2002 po raz drugi i trzeci został królem strzelców ligi (zdobył odpowiednio 24 i 23 gole). W 2003 roku Mihails odszedł do rosyjskiej Ałaniji Władykaukaz, ale po rozegraniu 13 spotkań i zdobyciu 4 goli w Premier Lidze wrócił do Skonto. W latach 2003 i 2004 zdobył kolejne dwa tytuły mistrza kraju, a w barwach Skonto grał do końca 2006 roku i wtedy też czwarty raz był najlepszym strzelcem Virsligi. Łącznie dla Skonto rozegrał 226 meczów i strzelił 155 goli stając się najskuteczniejszym graczem w historii klubu.
W 2007 roku Miholaps wyjechał do Kazachstanu do klubu Szachtior Karaganda. Spędził tam rok i zajął 3. miejsce w Premier Lidze. W 2008 roku wrócił na Łotwę i został zawodnikiem klubu FK Ryga.

## Kariera reprezentacyjna
W reprezentacji Łotwy Miholaps zadebiutował 14 października 1998 roku w wygranym 1:0 spotkaniu eliminacji do Euro 2000 ze Słowenią. W 2004 roku został powołany przez Aleksandrsa Starkovsa do kadry na Euro 2004. Tam był rezerwowym i nie zagrał w żadnym spotkaniu Łotwy. W 2005 roku zakończył reprezentacyjną karierę. W kadrze narodowej wystąpił w 32 meczach i zdobył 2 gole.